# Ogens
Ogens ist eine politische Gemeinde im Distrikt Gros-de-Vaud des Kantons Waadt in der Schweiz.

## Geographie
Ogens liegt auf 629 m ü. M., 22 km nördlich der Kantonshauptstadt Lausanne (Luftlinie). Das kleine Bauerndorf erstreckt sich auf einer Hochfläche östlich des Taleinschnitts der Mentue, im nördlichen Waadtländer Mittelland.
Die Fläche des 3,4 km² grossen Gemeindegebiets umfasst einen Abschnitt des Molassehügellandes zwischen der Mentue und dem mittleren Broyetal. Die westliche Grenze verläuft entlang der tief in die Molasseschichten eingeschnittenen Mentue. Nach Osten erstreckt sich der Gemeindeboden über das Hochplateau von Ogens bis auf die Höhe westlich von Thierrens, auf der mit 740 m ü. M. der höchste Punkt der Gemeinde erreicht wird. Durch den nordöstlichen und nördlichen Teil des Gemeindegebietes fliesst der Bach Augine in einer nur wenig in das Plateau eingesenkten schmalen Talniederung. Der rechte Zufluss der Mentue bildet streckenweise die Grenze zu den Nachbargemeinden. Von der Gemeindefläche entfielen 1997 6 % auf Siedlungen, 30 % auf Wald und Gehölze und 64 % auf Landwirtschaft.
Zu Ogens gehören mehrere Einzelhöfe. Die Nachbargemeinden von Ogens sind im Norden Bioley-Magnoux, im Osten und Süden Montanaire, im Südwesten Bercher und im Nordwesten Oppens.

## Bevölkerung
Mit 332 Einwohnern (Stand 31. Dezember 2023) gehört Ogens zu den kleinen Gemeinden des Kantons Waadt. Von den Bewohnern sind 96,5 % französischsprachig und 3,1 % deutschsprachig (Stand 2000). Die Bevölkerungszahl von Ogens belief sich 1900 noch auf 357 Einwohner. Danach wurde bis 1980 durch starke Abwanderung eine Abnahme um 50 % auf 180 Einwohner verzeichnet; seither nahm die Bevölkerung jedoch wieder leicht zu.

## Wirtschaft
Ogens war bis in die zweite Hälfte des 20. Jahrhunderts ein vorwiegend durch die Landwirtschaft geprägtes Dorf. Noch heute haben der Ackerbau, der Obstbau und die Viehzucht eine wichtige Bedeutung in der Erwerbsstruktur der Bevölkerung. Einige weitere Arbeitsplätze sind im lokalen Kleingewerbe und im Dienstleistungssektor vorhanden. An der Augine bestand früher eine Mühle. Mit der Errichtung von Einfamilienhäusern in den letzten Jahrzehnten hat sich das Dorf auch zu einer Wohngemeinde entwickelt. Viele Erwerbstätige sind deshalb Wegpendler, die in den umliegenden grösseren Ortschaften arbeiten.

## Verkehr
Die Gemeinde liegt abseits der grösseren Durchgangsstrassen an einer Verbindungsstrasse von Bercher nach Thierrens. Durch einen Postautokurs, der von Bercher nach Thierrens verkehrt, ist Ogens an das Netz des öffentlichen Verkehrs angebunden.

## Geschichte
Die erste urkundliche Erwähnung des Ortes erfolgte bereits 1166 unter dem heutigen Namen. Später erschienen noch die Schreibweisen Ogeins und Oiens (1227) sowie Ogiens (1412). Der Ortsname geht auf den burgundischen Personennamen Augo zurück und bedeutet bei den Leuten des Augo. Den gleichen Ursprung hat auch der Name des Dorfbachs Augine.
Ogens gehörte im Mittelalter zum Besitz des Grafen von Greyerz. Dieser übergab das Dorf 1227 dem Domkapitel von Lausanne. Mit der Eroberung der Waadt durch Bern im Jahr 1536 gelangte Ogens unter die Verwaltung der Landvogtei Moudon. Nach dem Zusammenbruch des Ancien Régime gehörte das Dorf von 1798 bis 1803 während der Helvetik zum Kanton Léman, der anschliessend mit der Inkraftsetzung der Mediationsverfassung im Kanton Waadt aufging. 1798 wurde es dem Bezirk Moudon zugeteilt.

## Sehenswürdigkeiten
Die aus dem 18. Jahrhundert stammende Kirche von Ogens am nördlichen Dorfausgang wurde 1903 durch einen Neubau ersetzt. Im Ortskern sind einige charakteristische Bauernhäuser aus dem 18. und 19. Jahrhundert erhalten.